# ユニバーサルバリュー
株式会社ユニバーサルバリュー（英名：Universal Value Inc.）は、東京都台東区上野に本社を置くブランド時計を専門に販売・買取を行う古物商である。ユニバーサルバリュー上野本店（アメ横商店街）、ユニバーサルバリュー中野店（中野ブロードウェイ）、ユニバーサルバリュー名古屋店（万松寺通商店街）の3店舗を展開をしている。

## 概要
- 創業：2012年（平成24年）
- 本社：東京都台東区上野4-9-15ミハシビル1F
- 代表者：大村 鉄也
- 事業内容
  - ブランド腕時計の販売及び買取
  - ブランド腕時計の輸出入
  - ブランド腕時計のムーブメントギャラリーサイトの運営

## 沿革
- 2012年（平成24年）
  - 東京都千代田区岩本町に時計の販売・買取店を設立
  - 腕時計通販サイト「Branket（ブランケット）」をオープン
  - 雑誌「腕時計王」公式サイトの運営

ベストセラーズ（KKベストセラーズ）より委託を受けて公式サイトの運営・通信販売を行う
※現在では「腕時計王」の閉刊により公式サイトの運営・通信販売は終了
- 2013年（平成25年）
  - 時計宅配買取サイト 「時計買取.biz[2]」をオープン
- 2015年（平成27年）
  - 東京都台東区上野に移転
  - アメヤ横丁[3]商店街にBranket上野店（ブランケット上野店）をオープン
- 2019年（平成30年）
  - ムーブメントギャラリーサイト「urabuta.biz[4]」を開設
- 2020年（令和2年）
  - アメ横センタービル3階に予約専用買取サロン兼EC事業部開設
- 2021年（令和3年）
  - 3月より「ブランケット」→「ユニバーサルバリュー[5]」へと屋号変更
  - 略称「ユニバリ」
  - 東京都中野区にある商業施設中野ブロードウェイ[6]に進出
- 2021年（令和3年）
  - 4月3日ユニバーサルバリュー中野店オープン
- 2023年（令和5年）
  - 愛知県名古屋市中区大須にある万松寺通商店街に進出
  - 4月3日ユニバーサルバリュー名古屋店オープン
  - Presswalkerに名古屋店オープン情報を掲載 [7]
- 2024年4月（令和6年）
  - 資本金を300万円から1000万円に増資
- 2024年11月
  - 時計買取.bizで行っていたサービス（最大10社一括査定）を廃止しました

## 運営
- 時計専門店ユニバーサルバリュー（上野店）
- 時計専門店ユニバーサルバリュー（中野店）
- 時計専門店ユニバーサルバリュー（名古屋店）
- 時計買取.biz（時計の宅配買取専用サイト）
- urabuta.biz（真贋鑑定ツール）